# Gonçalo Pereira Lobato e Sousa
Gonçalo Pereira Lobato e Sousa (Monção (Portugal)  ?—1761) foi um militar e administrador colonial português.

## Biografia
Foi encarregado de secundar os trabalhos da comissão demarcatória de limites do Tratado de Madri no Norte.
Tinha grande proximidade a Francisco Xavier de Mendonça Furtado, governador e capitão-general do Estado do Grão-Pará e Maranhão, do qual a Capitania do Maranhão fazia parte.
Foi nomeado governador da Capitania do Maranhão em 3 de agosto de 1753 e ficou no cargo até 1761.
Gonçalo Pereira Lobato e Sousa foi responsável pela implementação das políticas pombalinas no Maranhão. Entre elas, estava o Diretório dos Índios, instituído em 1757 e que estabelecia critérios educacionais, administração da força de trabalho e relações entre indígenas e colonos.
Foi agraciado Cavaleiro da Ordem de Cristo.

### Fundador de vilas no Brasil
Entre julho de 1757 e agosto de 1758, a política pombalina posta em prática pelo governador converteu onze antigos aldeamentos ou missões indígenas e uma fazenda particular em vilas e lugares. Dessa forma, as aldeias de missões eram retiradas do domínio dos religiosos da Companhia de Jesus e o controle das vilas e lugares ficava com os diretores e "principais" (lideranças indígenas).
Entre os preceitos do Diretório, estava a transformação semântica dos nomes das aldeias de missões em nomes lugares e vilas do Reino. Boa parte dos topônimos são originados da região do Minho, onde nasceu. Monção, por exemplo, era o nome da cidade natal de Gonçalo Pereira.
As aldeias elevadas a vila foramː
- Maracuː vila de Viana[2]
- Cararáː vila de Monção[2]
- Doutrinaː vila de Vinhais[2]
- Tutóiaː vila Viçosa de Tutóia[2]
- Fazenda Guaramirangaː vila de Guimarães[2]

As aldeias elevadas a Lugares foramˑ
- dos Gamelasː Lapela[2]
- Aldeias Altasː Trizidela[2]
- São José de Ribamarː São José de Ribamar[2]
- São Joãoː São João de Côrtes[2]
- São Miguelː Nossa Senhora da Lapa e São Miguel[2]
- Aldeia Pequenaː São Mamede[2]
- Aldeia Adega Grande de São Lourenço de Barbadosː São Pedro[2]

Em Viana, os jesuítas, vendo cessar sua jurisdição sobre as aldeias, trataram de arrasar tudo que nelas havia. No entanto, o governador Gonçalo Pereira Lobato e Sousa ordenou que reedificassem todas as casas que haviam destruído e a restituir todo o gado que haviam desencaminhado.

## Dados genealógicos
Filho mais novo de João Pereira Caldas e de Mariana Catarina Lançós e Azevedo. Comandante de um regimento de infantaria em Lisboa, acumulava vasta e reconhecida experiência militar, atuando em várias partes do Império Português, como no Reino, na Índia e na América.
Casou, em 1724, com Joana Maria Pereira de Castro, (Monserrate, Vila de Viana, em 8 de Outubro de 1707 - Sende, 28 de Julho de 1768), sepultada na Matriz de Monção.
Tiveram sete filhos. Entre eles:
- João Pereira Caldas, governador geral do Piauí, de 1761 a 1769, e do Pará, de 1772 a 1780.[1]
- Gonçalo Pereira Caldas (1738 - 26 de Setembro de 1809), fidalgo da Casa Real, comendador da Ordem de Cristo, tenente general, governador das armas do Minho, casado com Inácia Antónia Micaela de Castro Bacelar e Vasconcelos, de Valença[9].